# Knoopkruidschildwants
De Knoopkruidschildwants (Carpocoris purpureipennis) is een insect  is een behorend tot de familie Pentatomidae.

## Kenmerken
Volwassen dieren zijn 11 tot 14 mm lang. De kleur is bruinachtige tot sterk roodbruin. De hoeken van het pronotum zijn iets naar achteren gebogen; het is zwart gekleurd op de buitenste schouders. Het scutellum (schild) heeft een trede en heeft een lichtbruine punt. Het connexivum (de zijkanten van de buik) heeft een beige-donkerbruin patroon. Het eerste antennesegment is bruin, terwijl de drie buitenste zwart zijn. De poten zijn rood.

## Verspreiding en leefgebied
De soort komt voor in grote delen van Europa. Hun verspreidingsgebied strekt zich uit van het noorden tot midden-Zweden. Hun leefgebied omvat weilanden en akkerranden.

## Levenswijze
De knoopkruidschildwantsis te zien van april tot september. De voederplanten omvatten schermbloemen (Apiaceae) en madeliefjes (Asteraceae). De eitjes worden op het bladoppervlak van verschillende kruidachtige planten gelegd. De insectensoort doorloopt vijf nimfenstadia.